# Salvatore Gionta
Ne doit pas être confondu avec Salvatore Giunta.
Salvatore Gionta (né le 22 décembre 1930 à Formia et mort à Rome le 28 juillet 2025) est un joueur de water-polo italien, champion olympique en 1960 à Rome.

## Biographie
Salvatore Gionta naît à Formia le 22 décembre 1930. Très jeune, il avait commencé en alternant la natation et le water-polo.
Il est le capitaine de l’équipe olympique à Rome en 1960, alors qu'il avait déjà remporté le bronze aux jeux d’Helsinki en 1952 et un autre bronze deux ans plus tard aux championnats d’Europe en 1954 à Turin ainsi que l'or aux Jeux méditerranéens de 1955 à Barcelone.
Il effectue presque toute sa carrière à la Lazio avec laquelle il remporte le Scudetto ; pendant quelques saisons, il joue au Libertas Roma et à Sturla. 
À la fin de sa carrière, il occupe de multiples postes au CONI entre 1976 et 1997 et est aussi président de l'Association des anciens athlètes de la S.S. Latium. Il reçoit le collier d'or du Mérite sportif et celui de commandeur de la République.
Salvatore Gionta meurt à Rome le 28 juillet 2025 à l'âge de 94 ans.

## Distinctions
- Commandeur de l'ordre du Mérite de la République italienne le 2 juin 1980[5]
- Collare d'oro al merito sportivo le 15 décembre 2015[2].